# Martinamor
Martinamor település Spanyolországban, Salamanca tartományban. Martinamor Encinas de Arriba, Buenavista, Mozárbez, Valdemierque és Alba de Tormes községekkel határos. Lakosainak száma 82 fő (2024).

## Népesség
A település népessége az elmúlt években az alábbi módon változott:
| Lakosok száma | 79   | 69   | 76   | 96   | 115  | 100  | 83   | 85   | 77   | 82   |
|               | 2001 | 2004 | 2007 | 2009 | 2012 | 2014 | 2017 | 2019 | 2022 | 2024 |